# Tratado de París (1815)

El territorio francés donde la ocupación entró en vigor:
Zona de ocupación británica
Zona de ocupación prusiana
Zona de ocupación rusa
Zona de ocupación de Baden y Sajonia
Zona de ocupación bávara
Zona de ocupación de Hesse y Wurtemberg
Zona de ocupación suiza
Zona de ocupación sarda
Zona de ocupación austriaca

El Tratado de París de 1815, también conocido como el Segundo Tratado de París, se firmó el 20 de noviembre de 1815, tras la derrota de Napoleón en la batalla de Waterloo y su posterior exilio a la Isla Santa Elena. Rectificó el Primer Tratado de París del año anterior.

## Historia
Francia vio reducida sus fronteras a las conquistas realizadas antes de 1790 y perdió el terreno ganado por los ejércitos revolucionarios entre 1790 y 1792. Esto supuso para Francia la pérdida respecto al anterior Tratado de París (1814) de: Landau in der Pfalz en favor del Reino de Baviera; Saarbrücken y Saarlouis para el Reino de Prusia; Beaumont, Beauraing, Bouillon, Chimay, Dour, Florennes, Gedinne, Merbes-le-Château, Philippeville y Walcourt en favor del Reino Unido de los Países Bajos; Annecy y Chambéry para el Reino de Cerdeña (además de la  protección sobre Mónaco); y Collex-Bossy, Grand-Saconnex, Meyrin, Pregny-Chambésy, Vernier y Versoix para Suiza (además del reconocimiento de su neutralidad).
El Tratado obligaba a Francia a pagar setecientos millones de francos en concepto de indemnizaciones y para mantener a unos ejércitos aliados de ocupación de 150 000 soldados en sus fronteras durante tres años al menos. Aunque inicialmente algunos de los aliados, especialmente Prusia, reclamaron una mayor cesión de territorios en el este, la rivalidad entre las mismas potencias aliadas y el deseo general de la restauración borbónica hicieron que la paz resultara menos onerosa de lo que podía haber sido. Esta vez, Francia no firmaba el tratado: el tratado fue firmado por Reino Unido de Gran Bretaña e Irlanda, Austria, Rusia y Prusia. La devolución de tesoros artísticos también es destacable.
El tratado, promulgado «En nombre de la Santísima e Indivisible Trinidad», era un anticipo del retorno de los jesuitas exiliados y del nuevo papel de la religión, especialmente de la católica, como reacción a la era de Napoleón. El tratado era breve, y además de «preservar a Francia y a Europa de las convulsiones con las que había sido amenazada por las últimas empresas de Napoleón Bonaparte», los firmantes repudiaban también la Revolución francesa: «...y por los métodos revolucionarios reproducidos en Francia».
El tratado se presenta «con el deseo de consolidar, manteniendo inviolable la autoridad real y restaurando las operaciones de la Carta Constitucional, el orden de las cosas que habían sido felizmente restablecidas en Francia». La Carta Constitucional a la que se refiere con tanta esperanza, era la Constitución francesa de 1791, promulgada en las postrimerías del Antiguo Régimen como consecuencia del estallido de la Revolución. Sus intenciones para el gobierno de Francia podían fácilmente ir por mal camino a pesar de «las paternales intenciones de su rey», como el tratado subraya.
El Primer Tratado de París, de 30 de mayo de 1814, y el Acta Final del Congreso de Viena, de 9 de junio de 1815, fueron confirmados en su totalidad en este segundo tratado.
El mismo día, y en un documento separado, Gran Bretaña, Rusia, Austria y Prusia renovaban la Cuádruple Alianza.